# La Combe-de-Lancey
La Combe-de-Lancey település Franciaországban, Isère megyében. Lakosainak száma 730 fő (2022. január 1.). La Combe-de-Lancey Saint-Mury-Monteymond, Le Versoud, Villard-Bonnot, Revel, Sainte-Agnès és Saint-Jean-le-Vieux községekkel határos.

## Népesség
A település népességének változása:
| Lakosok száma | 249  | 350  | 452  | 644  | 701  | 697  | 701  | 709  | 710  | 730  |
|               | 1968 | 1982 | 1990 | 2006 | 2013 | 2015 | 2017 | 2019 | 2020 | 2022 |